# 中川美術館

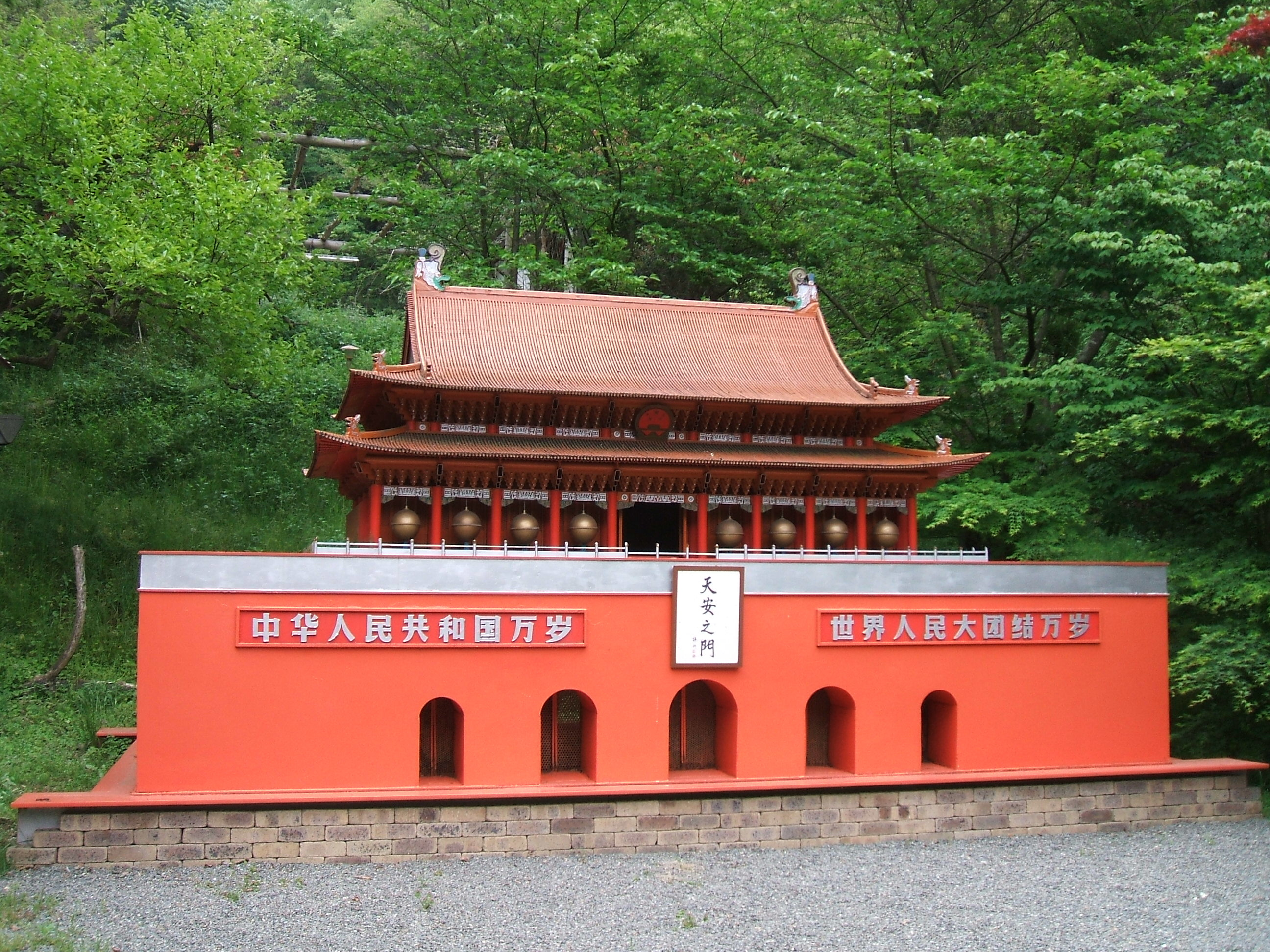
敷地内にある「天安之門」

中川美術館（なかがわびじゅつかん）とは広島県福山市熊野町鴬の里にある、地元の実業家かつ中国現代絵画の世界的コレクターである中川健造の個人コレクションを収蔵、展示する美術館である。敷地内には中国・北京にある紫禁城の天安門を縮小コピーした「天安之門」が設置されている。
2015年度（平成27年度）の中川美術館入館者数は1,920人だった（2016年度以降集計未実施）。その後、新型コロナウイルス禍により閉館を余儀なくされており再開のめどは立っていない（2022年12月現在）。

## 収蔵品
1986年に福山城博物館で開催された中国現代美術展をきっかけに1989年に開館した。中国現代絵画が中心であるが、漢から現代に至る中国陶磁器のほか、硯、書、銅車馬といった美術工芸品のコレクションも展示されている。なお収蔵品は撮影禁止であるが、庭園の撮影は自由である。また中国現代芸術家に対する支援活動も行っている。

## エピソード
- 収蔵品のうち、中国現代女流画家である鄧林（1941年生まれ、鄧小平の長女、存命中）が描いた「紫藤花」が、日本郵政事業庁（当時）が2002年9月13日に発行した「日中国交正常化30周年記念」の郵便切手のデザインとして採用された。
- 2005年8月6日に、当時の内閣総理大臣であった小泉純一郎が、広島市で開催された広島平和記念式典に出席後に当美術館を訪問した。本人によれば親中派かつ中国陶器愛好家であるとしており、本人が熱望したため実現したという。ただし翌日の地元紙中国新聞は被爆者との懇談の時間を取るべきでなかったかと批判した。なお、その直後にいわゆる「郵政解散」が行われたため、当館の館長に「次にくる時は首相を辞めたときだ」という主旨の言葉を残したという。

## 施設
- 定休日は火曜日・水曜日。8月と、12月から2月は全期間休館。
- 料金は高校生以上、900円。小中学生、300円。